# Gynacantha dobsoni
Gynacantha dobsoni är en trollsländeart som beskrevs av Fraser 1951. Gynacantha dobsoni ingår i släktet Gynacantha och familjen mosaiktrollsländor. Inga underarter finns listade i Catalogue of Life.

## Bildgalleri

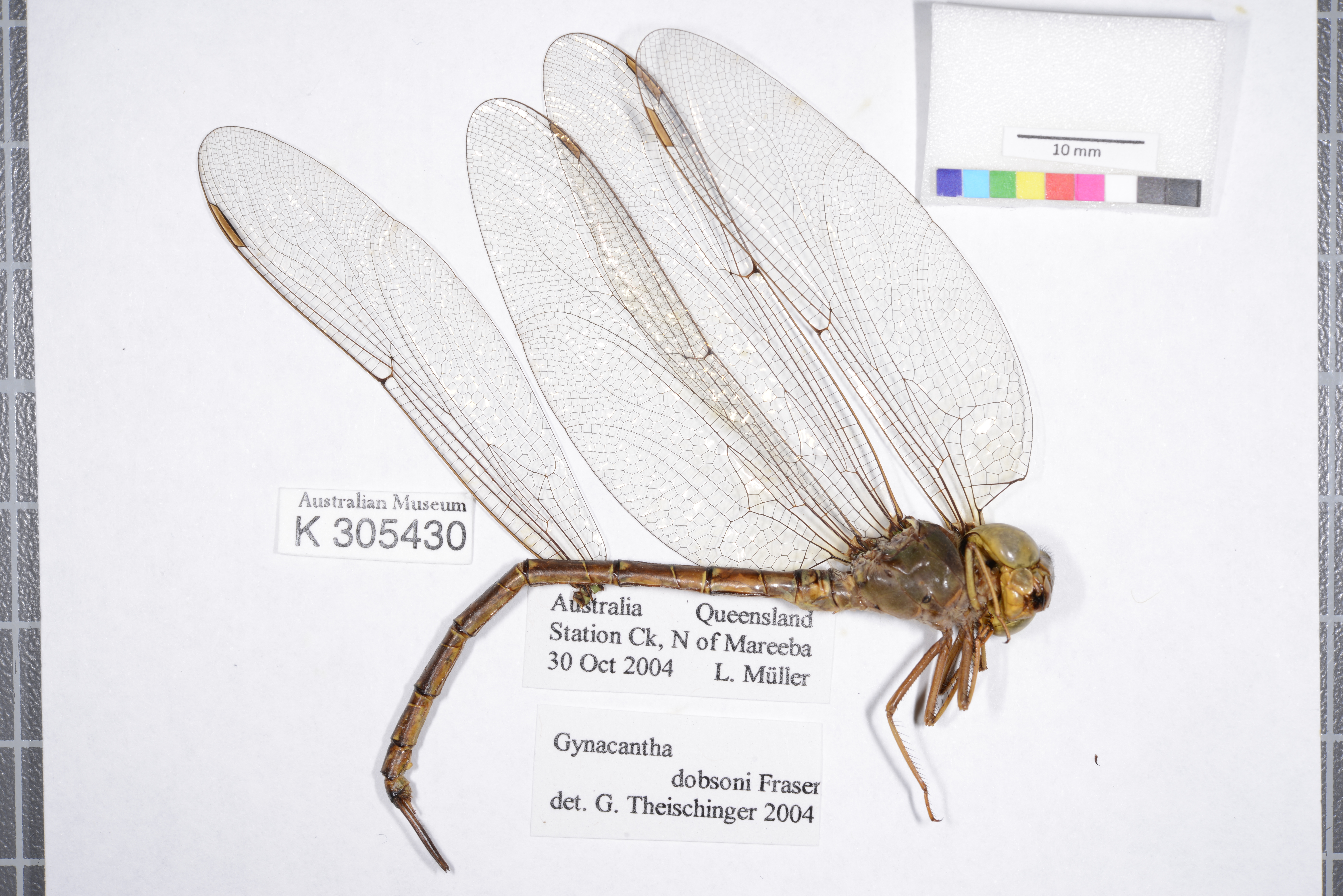